# Kolozsvári Állami Magyar Opera

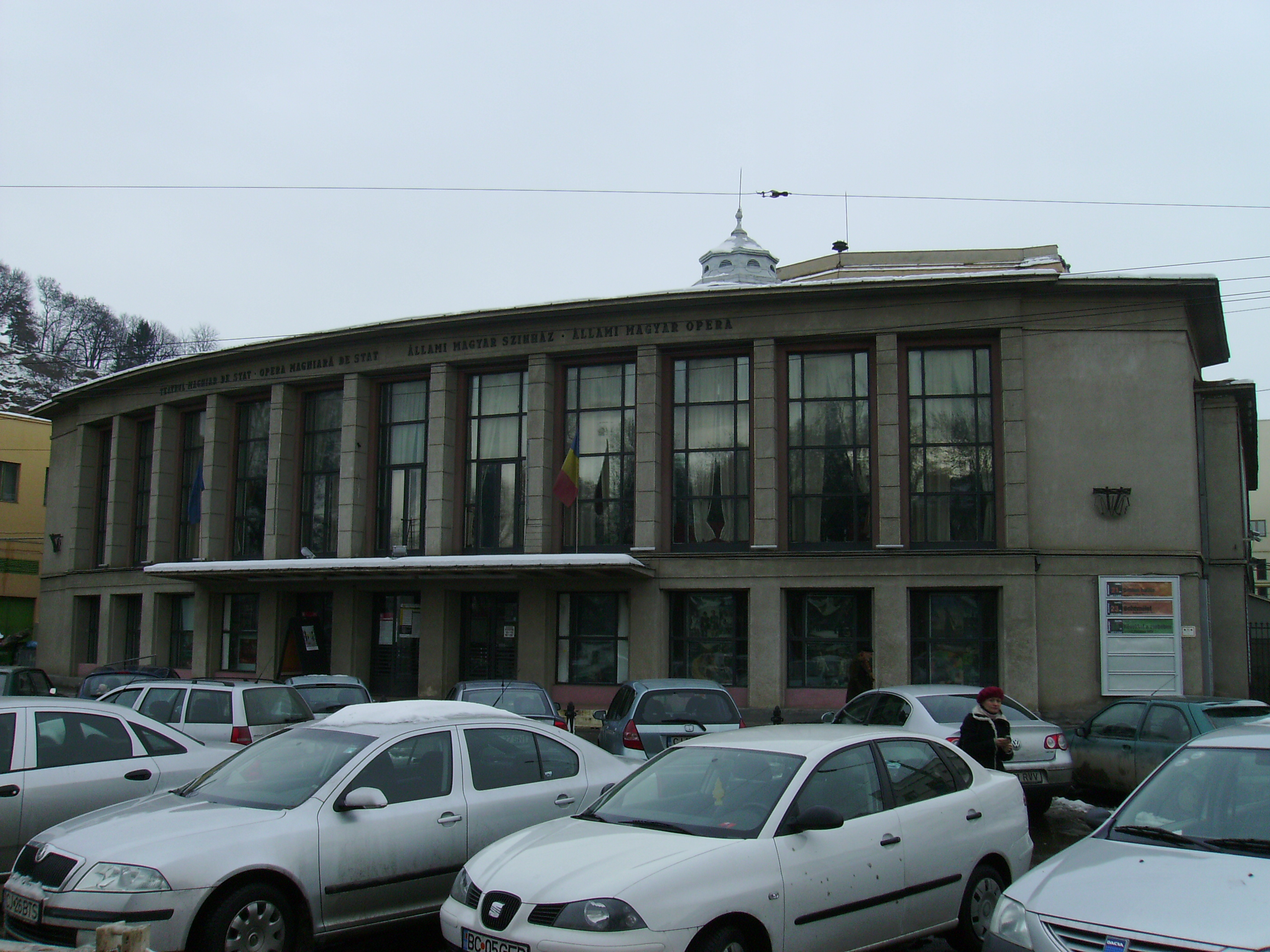
A Kolozsvári Állami Magyar Színház és Állami Magyar Opera épülete

Az Állami Magyar Opera 1948. december 11-én, Kodály Háry Jánosával nyílt meg Kolozsvárt, a sétatéri színházépületben, közös fedél alatt a Kolozsvári Állami Magyar Színházzal.

## Története

### Megnyitása és első bemutatói
Az új, önálló intézmény létrejöttének gazdag zenetörténeti előzményei visszanyúlnak a 18. századig. A Magyar Népi Szövetség (MNSZ) IV. országos kongresszusának keretében, Petru Groza miniszterelnök jelenlétében megtartott intézményavató premier nemzetiségpolitikai és -történeti jelentőségére Balogh Edgár mutatott rá ünnepi beszédében, az első évadnyitó másik szónoka, Eisikovits Mihály Miksa igazgató az intézmény művészi programját ismertette: nemcsak a magyar operajátszás helyi hagyományait kívánta folytatni, hanem új dalszínháztípust kívánt létrehozni, "népopera" akart lenni.
A népopera-jelleget a Háry Jánost követő első bemutatók – Bedřich Smetana: Eladott menyasszony, Schenk: A csodadoktor, Erkel: Bánk bán és Hunyadi László, Muszorgszkij: Szorocsinci vásár, Donizetti: Don Pasquale, Kodály Zoltán: Székely fonó, Aszafjev: A bahcsiszeráji szökőkút – következetesen érvényesítették.

### Kallós József igazgatása (1950–1951) alatt
A profil lényeges értékekkel gazdagodott Kallós József igazgatása alatt (1950-51), amikor az első nagyoperákat mutatták be (Bizet: Carmen, Puccini: Pillangókisasszony). Ezt a bővült profilt erősítette meg a társulat Rónai Antal igazgatásának fél évtizedében (1952-56) az első Verdi-operák (Traviata, Álarcosbál, Rigoletto), két Rimszkij-Korszakov-mű (Seherezádé, Aranykakas) s az operairodalom több más remeke műsorra tűzésével; a népopera-jelleg folytonosságát ebben az időszakban többek közt egy Kirițescu-operett (Lakodalom), egy magyar népies balett (Kenessey Jenő: Keszkenő) és a fölülmúlhatatlan sikerű Kacsóh-daljáték (János vitéz) bemutatása biztosította.

### Szinberger Sándor igazgatása (1957–1973) alatt
A fejlődési folyamat az egykori népoperát "az új dalszínháztípus" erényeinek megtagadása nélkül "sokrétű művészeti föladatok ellátására alkalmas operaházzá" avatta. A játékrendet ekkor a "népi" és a "klasszikus" művek, az opera, az operett és a táncjáték elvszerű arányossága jellemezte; föladatként állt még a társulat előtt a 20. század klasszikusainak meghódítása és a hazai repertoár megteremtése. (Utóbbi vonatkozásban csak az egyazon épületben tevékenykedő magyar színházzal karöltve színre vitt Három nap egy esztendő c. mesejátékra, Kiss Jenő és Márkos Albert közös művére tekinthetett vissza az immár nyolcéves társulat.) Szinberger Sándor több mint másfél évtizedes igazgatása alatt (1957-73) az Állami Magyar Operaház további jelentős előrelépésekként büszkélkedhetett néhány modern balett-egyfelvonásos színrevitelével (Ravel: Daphnis és Chloé, Stravinsky: Tűzmadár, Gershwin: Egy amerikai Párizsban), Bartók mindhárom színpadi művének bemutatásával és hosszas műsoron tartásával (A fából faragott királyfi, 1964; A kékszakállú herceg vára és A csodálatos mandarin, 1965), román kortárs zeneszerzők jelentős műveinek első magyar színpadon való előadásával (Vancea: Prikulics, Constantinescu: Kárpáti lakodalom, Jora: Szüret, Bentoiu: Doktor szerelem).

### Hary Béla, Kriza Ágnes, Márki Zoltán (1973–1980) igazgatása alatt
A játékrend klasszikus nagyoperák sokaságával bővült, de még több operettel, s ez utóbbiak túlsúlya – ami nem annyira a játékrend összetételében, mint amennyire a nézők elé került előadások számarányaiban mutatható ki – a profilt még inkább az "operát is játszó operettszínház" irányába torzította. Hary Béla (1973-77), Kriza Ágnes (1977-78) és 1978 óta Márki Zoltán igazgatása alatt is számos kimagasló teljesítményt nyújtott a társulat, így a rég várt első Mozart- és első Rossini-bemutatóval (Don Giovanni, ill. A szevillai borbély), de a repertoár s a művészi profil egyensúlya nem állt helyre.

## Tevékenysége

### Romániai magyar alkotások színrevitele
A hazai magyar alkotás támogatása terén az intézmény a már említett Kiss-Márkos-mesejáték után csak 1964-ben tette meg a következő lépést, amikor bemutatta Junger Ervinnek Dehel Gábor librettójára komponált Találkozás c. egyfelvonásos táncjátékát. 1965-ben Demián Vilmos Szinberger-librettóra szerzett egyfelvonásos operája, a Kelepce került színre, 1968-ban Junger Jánosházy György librettójára szerzett Petőfi-operája, A helység kalapácsa. Demián még két, stílusban az újabb musical felé tájékozódó operettel (Forgóajtó, 1971; Pereg a film, 1976; mindkettő szövegírója Sárossy Ödön), Hary Béla a Jókai-szüzsére, Horváth Béla librettójára komponált Sárga rózsa c. háromfelvonásos táncjátékkal (1975), az intézmény legutóbb szerződött karmestere, Szarvady Gyula pedig az Isztrosz király c. történelmi nagyoperával gazdagította a társulat repertoárját (1979; eredeti szövegét Jánosházy György fordította magyarra).

## Sajtója
A sajtó megalakulása óta figyelemmel kísérte az intézmény tevékenységét, az idevágó írások száma meghaladta az ezret. E hatalmas, jegyzékbe nem foglalt anyag részben eseményekhez kapcsolódó kritika és beszámoló, vagy a társulat nevesebb művészeit méltató írás, részben az intézmény profilját és repertoárját illető bírálat vagy vitacikk. A művészetpolitikai és művészi érdemek elismerése mellett a kritika kevésnek tartotta a romániai magyar alkotóművészet szolgálatában szerzett érdemeket, és szorgalmazta, hogy váljék a kolozsvári Állami Magyar Opera olyanszerű termékeny műhellyé, amilyen – a maga nemében – a marosvásárhelyi népi együttes. Másrészt jogosan kifogásolta az operett túlsúlyát a játékrenden. Az Állami Magyar Opera történetét másfél százados előzményeivel együtt, monografikusan dolgozta fel Lakatos István A kolozsvári magyar zenés színpad (1792-1973) c. munkájában (Benkő András előszavával, 1977).